# Rosna Tholi
I Rosna Tholi sono una struttura geologica della superficie di Venere.